# Rondo russo
"Rondo russo" is een bewerking van het laatste stuk uit het "Concerto in e mineur" van de Italiaanse componist Saverio Mercadante. In de versie van fluitiste Berdien Stenberg, uitgebracht op haar album Rondo russo, werd het in 1983 een nummer 1-hit in Nederland.

## Achtergrond
"Rondo russo" is gebaseerd op het laatste deel van "Concerto in e mineur" voor dwarsfluit en orkest, dat rond 1810 door Saverio Mercadante werd gecomponeerd. Later in de negentiende eeuw werd het bewerkt door de Franse componist Michel Jardini. In 1983 verscheen de versie van de Nederlandse fluitiste Berdien Stenberg, die het in een jaren '80-jasje stak door het gebruik van synthesizers en drumcomputers. Het orkest van Harry van Hoof was ook te horen op deze versie. Het nummer werd geproduceerd door Ruud Jacobs.
In een interview met NPO Radio 1 uit 2020 vertelde Stenberg dat platenmaatschappij Philips het album Rondo russo in eerste instantie niet uit wilde brengen: "Met de elektronica die op dat moment heel populair was in de popmuziek wisten we daar een sound aan te geven die helemaal paste in het plaatje. Het klassieke strijkorkest met fluit in combinatie met populaire instrumenten als de LinnDrum en sequencer. En dat werd Rondo russo in 1983."
"Rondo russo" groeide uit tot de grootste hit van Stenberg. Het bereikte in Nederland de nummer 1-positie in zowel de Top 40 als de Nationale Hitparade, terwijl in Vlaanderen de tweede plaats in een voorloper van de Ultratop 50 werd gehaald.

## Hitnoteringen

### Nederlandse Top 40
| Hitnotering: 16-07-1983 t/m 01-10-1983 | Hitnotering: 16-07-1983 t/m 01-10-1983 | Hitnotering: 16-07-1983 t/m 01-10-1983 | Hitnotering: 16-07-1983 t/m 01-10-1983 | Hitnotering: 16-07-1983 t/m 01-10-1983 | Hitnotering: 16-07-1983 t/m 01-10-1983 | Hitnotering: 16-07-1983 t/m 01-10-1983 | Hitnotering: 16-07-1983 t/m 01-10-1983 | Hitnotering: 16-07-1983 t/m 01-10-1983 | Hitnotering: 16-07-1983 t/m 01-10-1983 | Hitnotering: 16-07-1983 t/m 01-10-1983 | Hitnotering: 16-07-1983 t/m 01-10-1983 | Hitnotering: 16-07-1983 t/m 01-10-1983 | Hitnotering: 16-07-1983 t/m 01-10-1983 |
| Week                                   | 1                                      | 2                                      | 3                                      | 4                                      | 5                                      | 6                                      | 7                                      | 8                                      | 9                                      | 10                                     | 11                                     | 12                                     |                                        |
| -------------------------------------- | -------------------------------------- | -------------------------------------- | -------------------------------------- | -------------------------------------- | -------------------------------------- | -------------------------------------- | -------------------------------------- | -------------------------------------- | -------------------------------------- | -------------------------------------- | -------------------------------------- | -------------------------------------- | -------------------------------------- |
| Nummer                                 | 33                                     | 19                                     | 9                                      | 2                                      | 1                                      | 1                                      | 1                                      | 2                                      | 6                                      | 15                                     | 30                                     | 38                                     | uit                                    |

### Nationale Hitparade
| Hitnotering: 23-07-1983 t/m 15-10-1983 | Hitnotering: 23-07-1983 t/m 15-10-1983 | Hitnotering: 23-07-1983 t/m 15-10-1983 | Hitnotering: 23-07-1983 t/m 15-10-1983 | Hitnotering: 23-07-1983 t/m 15-10-1983 | Hitnotering: 23-07-1983 t/m 15-10-1983 | Hitnotering: 23-07-1983 t/m 15-10-1983 | Hitnotering: 23-07-1983 t/m 15-10-1983 | Hitnotering: 23-07-1983 t/m 15-10-1983 | Hitnotering: 23-07-1983 t/m 15-10-1983 | Hitnotering: 23-07-1983 t/m 15-10-1983 | Hitnotering: 23-07-1983 t/m 15-10-1983 | Hitnotering: 23-07-1983 t/m 15-10-1983 | Hitnotering: 23-07-1983 t/m 15-10-1983 | Hitnotering: 23-07-1983 t/m 15-10-1983 |
| Week                                   | 1                                      | 2                                      | 3                                      | 4                                      | 5                                      | 6                                      | 7                                      | 8                                      | 9                                      | 10                                     | 11                                     | 12                                     | 13                                     |                                        |
| -------------------------------------- | -------------------------------------- | -------------------------------------- | -------------------------------------- | -------------------------------------- | -------------------------------------- | -------------------------------------- | -------------------------------------- | -------------------------------------- | -------------------------------------- | -------------------------------------- | -------------------------------------- | -------------------------------------- | -------------------------------------- | -------------------------------------- |
| Nummer                                 | 9                                      | 4                                      | 6                                      | 3                                      | 2                                      | 1                                      | 2                                      | 4                                      | 5                                      | 13                                     | 16                                     | 28                                     | 42                                     | uit                                    |